# Aldo Dezi
Aldo Dezi (n. 26 iunie 1939, Castel Gandolfo, Lazio, Regatul Italiei) este un canoist ce a reprezentat Italia, medaliat olimpic. A participat la o ediție a Jocurilor Olimpice (1960) în care a câștigat o medalie de argint.

## Participări
Lista de mai jos prezintă principalele competiții la care a participat Aldo Dezi de-a lungul carierei.
- canoeing at the 1960 Summer Olympics – men's C-2 1000 metres[*]